# وایلدر (آیداهو)
وایلدر (به انگلیسی: Wilder) شهری در شهرستان کانیون ایالت آیداهو است که جمعیت آن در سرشماری سال ۲۰۱۰ میلادی ۱٬۵۳۳ نفر بوده است.